# Lug (dieu)
Pour les articles homonymes, voir Lug.
Lug ou Lugus est la principale divinité des Celtes, équivalent au dieu irlandais Lugh ou Lú, dit Lamhfhada « Aux longs bras », parce qu'il avait le pouvoir de frapper à distance, et qualifié de Samildanach, c'est-à-dire de « polytechnicien », parce qu'il était inventeur et praticien de tous les arts.
Sa fête était célébrée au jour de la Lugnasad qui bien qu'il n'ait pas de date fixe dans le calendrier solaire contemporain du fait que le calendrier gaulois était luni-solaire, peut être situé dans les premières semaines du mois d'août (Lugnasad en gaélique d'Irlande). Il est aussi présent sous des formes variées et complexes dans la mythologie celtique des îles britanniques.

## Étymologie
L'étymologie exacte de Lugus est discutée. La racine proto-celtique du nom, *lug-, pourrait être dérivée de la racine indo-européenne *leug- « noir », *leuǵ- « casser », ou *leugʰ- « prêter un serment ».
Elle est plus vraisemblablement dérivée du proto-indo-européen *leuk- « briller », en dépit des difficultés que pose cette étymologie notamment parce que le proto-indo-européen *-k- ne produit jamais en proto-celtique *-g-. Néanmoins, à la suite de Françoise Bader, selon qui la racine indo-européenne de la « lumière » serait *leu- et non *leuk-, elle est à nouveau considérée comme la plus convaincante par les spécialistes pour qui Lugus signifierait « le lumineux »,.

## Un dieu panceltique

### Origine
Issu du couple indo-européen des Dioscures, les Jumeaux divins, une des plus anciennes figures du panthéon indo-européen, Lug Samildanach « aux multiples arts » par son intervention restaure l'ordre et le droit lorsque les autres dieux sont tombés dans l'oppression,,.
Ainsi, le pluriel Lugoves est généralement utilisé en Gaule ou dans la péninsule Ibérique pour le désigner. Cette gémellité se retrouverait dans les saints cordonniers Crépin et Crépinien qui perpétuent certains aspects du dieu,. Dans la péninsule Ibérique, les dédicaces relatives à Lugus sont également généralement au pluriel (Lugovibus, Lucobo, Luc[o]ubu). Il est qualifié d'eniorosei « le Montagneux » (littéralement « se trouvant sur la montagne ») et d'equeisuique d'« Équestre ».
Lugus joue un rôle essentiel dans le mouvement solaire. Le dieu proclame lors d'une épiphanie rapportée dans La fondation du domaine de Tara (Suidigud Tellaig Temra) « être cause de la levée du soleil et de son coucher. » On sait également qu'il intervient dans le passage de la nuit au jour. Agent de l'Aurore qui amène la lumière et, d'une manière générale, la belle saison et la vie, Lug assure la naissance d'une société stable et équilibrée, régie par l'alternance saisonnière.
Lug apparaît comme une divinité psychopompe « qui accompagne les âmes dans l'Au-delà, comme il accompagne le soleil dans les crépuscules qui marque ses passages entre l'obscurité et la lumière », psychopompe à la manière d'Ogmios.

### Lug dans la religion gauloise
L'importance de Lugos, *Lugus en Gaule et dans les régions anciennement celtes est attestée par un certain nombre de toponymes dont les plus connus sont Lugdunum (Lyon), Laon en France ou encore Legnica en Pologne actuelle. On peut aussi citer Lugano en Suisse (canton du Tessin), ainsi que Lugdunum Convenarum (aujourd'hui Saint-Bertrand de Comminges). On trouve en Gironde trois villages assez voisins dénommés Lugasson, Lugaignac et Lugos (et sa petite chapelle).
En Gaule, des témoignages épigraphiques et des documents iconographiques (monnaies, bas-reliefs) relient Lugus au cheval qui est son avatar.
Comme son homologue irlandais nommé « Lugh Long-bras », il apparaît, dès le IIIe siècle av. J.-C. tant sur des monnaies de la Gaule de l'Est que sur des hémistatères nord-armoricains comme conducteur du chariot solaire avec une main ou un avant-bras de longueur excessive. En tant que tel, il est l'impulseur du mouvement solaire, tout comme le dieu indien Savitar (Savitr), l'impulseur aux grands bras « qui assure à chacun sa place ».
Les divinités traditionnelles des Gaulois ont continué d'être honorées après la conquête. Cela ne dérangeait pas l'autorité romaine dans la mesure où la religion ne servait pas de prétexte à comploter contre elle et n'excluait pas le culte fédérateur à l'empereur. Il arrivait certainement que les Romains installés en Gaule adoptassent dans leur pratique religieuse une divinité locale.
Jules César, dans ses Commentaires sur la Guerre des Gaules tente de l'identifier au dieu latin Mercure et le présente comme le plus important dieu gaulois : « Le dieu qu’ils honorent le plus est Mercure : ses statues sont les plus nombreuses, ils le considèrent comme l’inventeur de tous les arts, il est pour eux le dieu qui indique la route à suivre, qui guide le voyageur, il est celui qui est le plus capable de faire gagner de l’argent et de protéger le commerce. » Les historiens des religions, plutôt qu'une assimilation stricto sensu au Mercure romain, voient dans la description de ce Lugus Mercurius l’équivalent du Lug Samildanach, mobilisateur des fonctions souveraines et artisanales.
Le Lugus gaulois est à la fois un dieu « lieur » par la magie, ainsi qu'un dieu « lié » avec des chaînes. Selon l'universitaire Patrice Lajoye, son culte dans la Gaule christianisée sera poursuivi par celui de saint Léonard, représenté tenant des chaînes et qui balise les frontières d'espaces géographiques.
Dans la religion gauloise, Lug a pour emblème symbolique la lance, la harpe, le sanglier, le corbeau et la fronde, mais aussi plus trivialement la tige ou paille, le fil ou la corde, le crin ou le poil, le lien ou l'attache[réf. nécessaire].

### Lug dans la mythologie celtique brittonique
Dans la mythologie celtique galloise, Lug est appelé Llew Llaw Gyffes (« à la main adroite »). Il apparaît dans la littérature dans les récits des Mabinogion. Llevelys est un « Lugus aux paroles de miel » dont le rôle est de conseiller et d'aider son frère Lludd à remettre en ordre son royaume menacé.

### Lug dans la mythologie celtique irlandaise
Dans la mythologie celtique irlandaise, il est mentionné notamment dans le Cath Maighe Tuireadh, la « Bataille de Mag Tured » et dans le Táin Bó Cúailnge, la « Rafle des Vaches de Cooley ». De nos jours, Lug est présent dans la fête du 1er août : Lugnasad (Lúnasa en graphie moderne).

#### Les Tuatha Dé Danann
Selon les sources irlandaises, la société divine est structurée de la même manière que la société humaine, et l'organisation des Tuatha Dé Danann, les Gens de la tribu de Dana hiérarchisée en trois classes fonctionnelles. La société divine est articulée autour du roi représentant la société entière, Lug Samildanach ou Nuada, le roi des dieux, avec la fonction sacerdotale représentée par Dagda, le dieu-druide, la fonction guerrière prise par Ogmios, le dieu de la magie guerrière et du savoir, la fonction artisanale étant prise par Goibniu, le forgeron, Credne, le bronzier, Luchta, le charpentier. Participent aux trois fonctions : Diancecht, le médecin, Oengus ou Mac Oc qui incarne la jeunesse et Brigit, la déesse des poètes, des forgerons et des médecins.
Ce schéma correspond à l'idéologie tripartite des Indo-Européens telle qu’elle a été étudiée par Georges Dumézil. Cependant, Lug est par essence rétif au classement et « bénéficie d'une indépendance fonctionnelle héritée ». Il est au-dessus car il peut assumer toutes les fonctions (il est le dieu-roi). L'un de ses surnoms est Samildanach, le « polytechnicien » en ce sens qu'il maîtrise tous les arts, toutes les sciences.

#### Genèse et initiation de Lug
Lug est le fils de Cian et Eithne, il est aussi apparenté aux Fomoires par son grand-père maternel Balor, qu'il tue avec son lance-pierre, conformément à une prophétie. Dans le récit de la conception de Lug, on reconnaît la légende héritée du Dioscure survivant, né de l'Aurore qui triomphe de son grand-père Balor, celui-ci s'efforçant d'empêcher le renouvellement du cycle cosmique.
Lug n'est pas admis d'emblée chez les dieux. Il lui faut surmonter une initiation pour être incorporé à la société des dieux.
Alors qu'il se présente à la résidence du roi Nuada, à l'occasion d'une fête, le Portier lui refuse l'accès. Lug affirme qu'il peut être utile, on lui répond par la négative ; c'est ainsi qu'il est successivement charpentier, forgeron, échanson, champion, magicien, harpiste, poète et historien. C'est en qualité de joueur d'échecs qu'il est accepté, et dispute une partie avec le roi qu'il bat. Cette partie est purement symbolique puisqu'il s’agit d’une joute intellectuelle à l'issue de laquelle, Lug prend le pouvoir du monde.
On le retrouve combattant avec son fils Cúchulainn, lors de l'invasion de l'Ulster par la reine Medb.

#### Multiples fonctions de Lug
Un autre de ses nombreux surnoms est lamfada « au long bras ». Cette épithète confirme l'universalité de ses pouvoirs. Il maîtrise la création, les échanges, la pensée et la beauté, c'est un magicien, un guerrier et un artisan qui peut aussi se montrer vindicatif et obscur[réf. nécessaire].
Dieu magicien, il protège son camp en gesticulant d'un bras, sautant à cloche-pied et en fermant un œil. Georges Dumézil a tenté de faire un parallèle entre Lug et le dieu borgne scandinave Odin ou son corollaire védique Varuna, mais a finalement renoncé à cette comparaison pour le domaine celtique. La posture de Lug est une mimique rituelle, pas une mutilation. Philippe Jouët voit dans la posture « sur un pied, avec un œil et une main » un rite de l'année où Lug, Dioscure guérisseur, mime la mutilation du cycle qui s'achève.
Dans le Táin Bó Cúailnge, Lug guérit Cúchulainn en accord avec sa fonction de médecin dioscurique.
Plusieurs textes irlandais dont le Lebor Gabála Érenn « Livre des Conquêtes d’Irlande » précise que Lug fut le premier qui inventa les courses et les combats de chevaux et que le dieu fut le premier qui monta à cheval par rapport à la pratique ancestrale de l'attelage.
Il possède[réf. nécessaire] une lance magique, arme mortelle à chaque coup mais qui sert aussi à l'adoubement royal ; elle est inséparable du Chaudron du Dagda rempli de sang, il faut qu'elle y soit plongée pour éviter qu'elle ne détruise tout autour d'elle ; il se sert aussi d’une fronde redoutable. Pour les arts, il a une harpe qui joue de la musique toute seule, mais dont il sait se servir admirablement : elle peut endormir, faire pleurer ou rire[réf. nécessaire].
Comme la Morrigan, il apparaît parfois[réf. nécessaire] sous la forme d’un corbeau.

#### Représentation et symbolique de Lug
Le Lugh irlandais possède/utilise plusieurs objets magiques :
- la lance en bois d'if appelé Gea Assail[33], ou Ar-éadbair[34],
- le lance-pierre appelé cloich tabaill, ou lía tailm, ou Tathlum[35],
- le chien Failinis[34],
- l'épée Freagarthach / Fragaragh prêtée par Manannan Mac Lir,
- le cheval Aenbharr prêté par Manannan Mac Lir,
- le bateau Scuabtuinne / Sguaba Tuinne prêté par Manannan Mac Lir.

Il est aussi symbolisé avec une harpe (il est harpiste au banquet à Tara), un sanglier, une main ou un bras démesuré — sur les pièces de monnaie — car il est appelé lamfada « au long bras », ou Llaw Gyffes « à la main adroite ».
C'est probablement le dieu qui est associé par les anciens Celtes dans leur iconographie à un arbre de vie et qui était gardé par deux dragons, emblème guerrier qui s'est répandu dans toute l'Europe celtique aux IVe siècle et IIIe siècle .

## Continuité mythologique au Moyen Âge
Il est possible que plusieurs Vies de saints au Moyen Âge contiennent des réminiscences de la mythologie de Lug,.
Comme par exemple saint Michel lui aussi surnommé Le Lumineux.

## Toponymie
La racine *loukís (lumière) serait à l'origine de nombreux noms de lieu : Loudun, Ligueil, Montluçon, Luton, Laon dans l'Aisne (Lugdunum), Lyon (Lug-dunum), Laudun-l'Ardoise dans le Gard (Lauduno 1088), Lausanne, Lucerne, Lugnez, Leyde, Legnica, Lothian, Lugones, Siero (en)	(Espagne), Lugo (Espagne), Loudoun (en) (Écosse), et de la Lune.

## Dans la culture
- Lug fait partie des nombreux dieux cités dans la série de bande dessinée Astérix.
- Lug a inspiré le Pokémon légendaire Lugia.
- Dans l'album Evocation II: Panthéon sorti en 2017 (album invoquant plusieurs dieux gaulois) du groupe de folk metal suisse Eluveitie, Lug a droit à son propre morceau : Lugus

## Honneur
L'astéroïde (217628) Lug porte son nom.

### Sources: textes mythologiques irlandais
- Táin Bó Cúailnge - La Razzia des vaches de Cooley
- Lebor Gabála Érenn - Livre des Invasions d’Irlande
- Cath Maighe Tuireadh - La Bataille de Maighe Tuireadh
- Oidheadh Chloinne Tuireann - La Mort des enfants de Tuireann
- Compert Con Culainn - La Conception de Cúchulainn
- Dindshenchas métrique - Antiquités